# Pommard
Pommard é uma comuna francesa na região administrativa da Borgonha-Franco-Condado, no departamento de Côte-d'Or. Estende-se por uma área de 10,04 km². Em 2010 a comuna tinha 490 habitantes (densidade: 48,8 hab./km²).